# Bupalus flavescens
Bupalus flavescens là một loài bướm đêm trong họ Geometridae.